# 西班牙对外广播电台
西班牙对外广播电台（西班牙語：Radio Exterior de España，简称REE）是西班牙国家广播电台的对国外广播频道，以多种语言播出。

## 简介
西班牙对外广播电台1942年开播，以西班牙语、英语、法语、阿拉伯语、拉迪诺语、俄语和葡萄牙语播出，通过卫星、互联网和短波广播覆盖全球。
2014年10月15日，REE停止了短波广播；然而两个月后，REE恢复短波广播，以便于出海渔民等听众收听。目前短波广播每天播出8小时，以西班牙语、英语、法语、阿拉伯语、俄语和葡萄牙语播出。